# Bronisław Ciaś
Bronisław Aleksander Ciaś (ur. 4 czerwca 1925, zm. 13 września 2023 w Sulejówku) – polski urzędnik państwowy, prawnik i księgowy, doktor nauk prawnych, podsekretarz stanu (1973–1987) i sekretarz stanu (1987–1989) w Ministerstwie Finansów.

## Życiorys
Syn Władysława i Bronisławy. W okresie II wojny światowej był żołnierzem Armii Krajowej. Ukończył studia wyższe, uzyskał stopień doktora nauk prawnych w zakresie prawa finansowego. Specjalizował się w zakresie finansów publicznych i księgowości zarządczej, autor publikacji naukowych i artykułów z tej dziedziny. Od 1978 do 1981 prezes zarządu głównego Stowarzyszenia Księgowych w Polsce, później do 1990 członek jego władz i następnie honorowy członek. Zajmował stanowisko wiceprezesa Polskiego Towarzystwa Ekonomicznego. Należał do Polskiej Zjednoczonej Partii Robotniczej. Od 27 marca 1973 do 1 stycznia 1987 pełnił funkcję podsekretarza stanu, a następnie do 31 maja 1989 sekretarza stanu w Ministerstwie Finansów. W latach 1975–1984 przewodniczył Głównej Komisji Orzekającej ds. dyscypliny budżetowej. W III RP kierował radami nadzorczymi spółek, w tym firmy audytorskiej PTE – Profit.

## Odznaczenia i wyróżnienia
Odznaczony Krzyżem Komandorskim Orderu Odrodzenia Polski i Medalem 10-lecia Polski Ludowej, a także Srebrną i Złotą Odznaką honorową „Zasłużony w rozwoju Stowarzyszenia Księgowych w Polsce”. 